# Diplopeniés
Diplopeniés (grec Διπλοπενιές), comercialitzada a nivell mundial com Dancing the Sirtaki, és una pel·lícula musical grega del 1966 dirigida per Iorgos Skalenakis. En ella incita a abandonar l'estil teatral i espectacular dels primers musicals grecs i construir una "música nacional" emfatitzant la quotidianitat i introduint el bouzouki i el sirtaki.

## Sinopsi
Un mestre que passa a prop d'una obra en construcció escolta la dolça cançó d'un pobre treballador i li ofereix feina com a membre de la seva banda. Alhora, la seva dona també vol desplegar el seu talent a un club nocturn.

## Repartiment
- Aliki Vougiouklaki - Marina
- Dimitris Papamichael - Grigoris
- Vasilis Avlonitis - Vangelis
- Dionysis Papagiannopoulos - Lefteris
- Rika Dialina - Rita
- Aris Maliagros -
- Chronis Exarhakos - Kanelos

## Recepció
Fou seleccionada per participar en la secció oficial del Festival Internacional de Cinema de Sant Sebastià 1966.